# Montesegale
Montesegale (lombardul: Montsegal vagy Monsegra) település Olaszországban, Lombardia régióban, Pavia megyében. Lakosainak száma 258 fő (2023. január 1.). Montesegale Fortunago, Ponte Nizza, Rocca Susella, Borgo Priolo, Val di Nizza és Godiasco községekkel határos.

## Népesség
A település lakossága az elmúlt években az alábbi módon változott:
| Lakosok száma | 296  | 285  | 258  |
|               | 2017 | 2018 | 2023 |